# Santa Fe de Calonge
Santa Fe de Calonge és una església de Calonge de Segarra (Anoia) protegida com a bé cultural d'interès local. Es troba envoltada d'arbres sota el turó on s'alcen les ruïnes d'un castell.

## Descripció
És un edifici d'una sola nau amb transsepte i cúpula sobre el creuer. El presbiteri és de planta quadrada, però té dues absidioles, una a cada braç del creuer. De l'exterior cal destacar-ne el portal de ponent, ornat amb una arquivolta de secció circular. L'edifici que es conserva és fruit de diverses modificacions, sobretot a la coberta i la capçalera. La torre del campanar, de base hexagonal, i de construcció més tardana, està situada sobre la cúpula del creuer. L'església té adossada la gran casa de la rectoria, que conserva els arcs i un clos a la part de migdia.
L'església està dedicada a santa Fe, verge i màrtir d'Aquitània del segle iii.